# Füzesabony
Füzesabony é uma cidade da Hungria, situada no condado de Heves. Tem 46,34 km² de área e sua população em 2019 foi estimada em 7.412 habitantes.